# 襄阳公园
襄陽公園是中華人民共和國上海市徐匯區的一個公園，面積為2.21万平方米。公園內有公园大道、喷水池、大草坪、六角亭、高平台。襄陽公園最早是商人薛宝成的私人花园。1938年，該地被上海法租界公董局收購。1941年，上海法租界公董局将該地改建为公园，为纪念1939年在第二次世界大戰中與納粹德國交戰時阵亡的原法国驻上海总领事兰维纳，公园得名为兰维纳公园，同時在公園內建造兰维纳纪念碑。1943年，汪精衛政權将公园改名为泰山公园。1946年，国民政府将其改名为林森公园。1949年，兰维纳纪念碑被拆除。1950年5月28日，上海市人民政府將其改名为襄阳公园。1961年，公園擴增1900平方米。2015年11月10日起，襄阳公园进行改造。2016年9月30日重新對外开放。